# London Heist
Pour plus de détails, voir Fiche technique et Distribution.
London Heist (Gunned Down)) est un film d'action britannique réalisé par Mark McQueen et sorti en 2017.

## Fiche technique
Sauf indication contraire, les informations mentionnées dans cette section peuvent être confirmées par les bases de données cinématographiques IMDb et Allociné,  présentes dans la section « Liens externes ».
- Titre : London Heist
- Titre original : Gunned Down
- Réalisation :   Mark McQueen
- Scénario :
- Décors :
- Costumes :
- Photographie :
- Montage :
- Musique :
- Production :
- Sociétés de production :
- Sociétés de distribution :
- Pays de production :  Royaume-Uni
- Langue originale : anglais
- Genre : action
- Durée : 95 minutes
- Date de sortie :
  - Royaume-Uni : 17 juillet 2017[1]

## Distribution
Sauf indication contraire, les informations mentionnées dans cette section peuvent être confirmées par les bases de données cinématographiques IMDb et Allociné,  présentes dans la section « Liens externes ».
- Craig Fairbrass : Jack
- James Cosmo : Jay
- Mem Ferda : Lenny
- Nick Moran : DCI Wickstead